# علی میرمیرانی

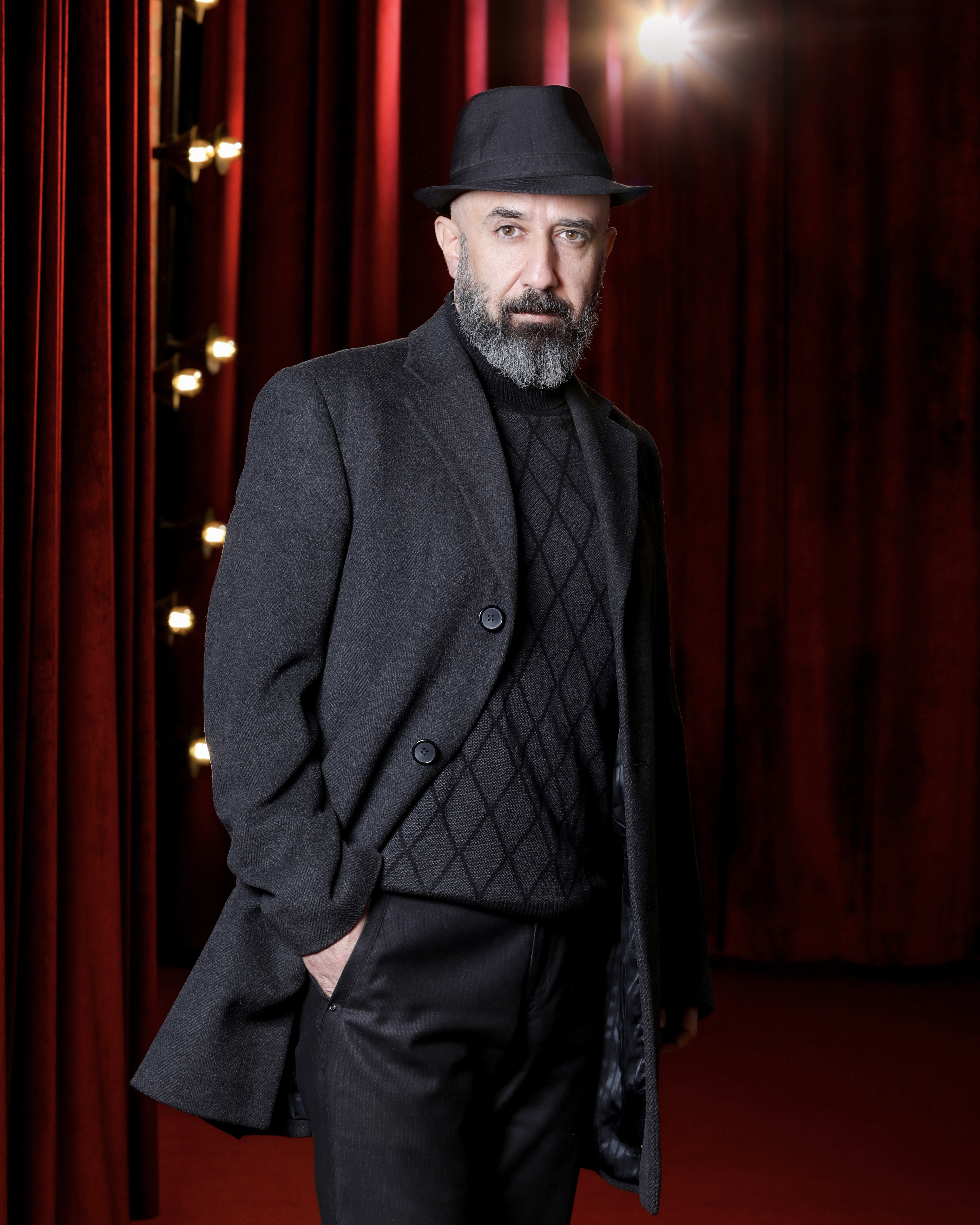

سید علی میرمیرانی (زادهٔ ۲۰ آبان ۱۳۵۰) نویسنده ایرانی است. او با پنج اسم قلم زده، با سه اسم جایزه برده و با دو اسم کتاب می‌نویسد. هر کدام از این اسامی نثری مجزا، قلم، دیدگاه و اهداف مجزایی دارند. شاخص‌ترین نام مستعار او «ابراهیم رها» است که پس از سال‌ها به واسطهٔ فضای مجازی مجبور به رونمایی از آن شد. میرمیرانی در حوزه‌های داستان‌نویسی، طنزنویسی، فیلمنامه‌نویسی، مطبوعات، کارگردانی، گفت‌وگو و برنامه‌سازی تلویزیونی سابقه دارد.
با نام «علی میرمیرانی» سه اثر صوتی نیز منتشر شده است؛ «به لهجهٔ سپیدار» که نوشتهٔ خود اوست و «داش آکل» صادق هدایت که هر دو اثر با استقبال روبه‌رو شده‌اند. کتاب صوتی «سال هزار و سیصد و خستگی» نیز کتاب صوتی دیگر اوست. او ترانهٔ تیتراژ اغلب کارهایی را که ساخته خودش سروده است: مانند ترانه تیتراژ برنامه های رضا، رخ تو رخ، واکسن، روشنایی های شهر و...

## زندگی
سید علی میرمیرانی در ۲۰ آبان ۱۳۵۰ در بجنورد به دنیا آمد. 

## کتاب‌ها
- با دکتر تنهای مزینان[۲]
- چند خاطرهٔ پاییزی
- یا علی[۳]
- جانان (انتشارات روزنه)
- حرف، مجموعه گفت‌وگوها با هنرمندان: خدا
- حرف، مجموعه گفت‌وگوها با هنرمندان: لبخند
- حرف، مجموعه گفت‌وگوها با هنرمندان: بخشش
- رخ تو رخ (گفت‌وگو با هنرمندان طنز سینما و تلویزیون)
- پشت قاب خنده (گفت‌وگو با بازیگران زن کمدی ایران)
- به رنگ یاد، به طعم سینما؛ مردان بازیگر سینمای ایران
- هنر در کویر (شریعتی در نگاه هنرمندان)
- یک زیارت نامهٔ زخمی
- شولا (انتشارات مروارید)[۴][۵]
- به لهجهٔ سپیدار (نوین کتاب گویا)[۶]
- شاید شبیه نیایش (انتشارات روزنه)[۷]
- نگاتیو
- چسب زخم۱
- چسب زخم۲ (انتشارات حوض نقره)
- فرهنگت منو کشته
- هفت کفترون
- دوئل
- پایان
- شرلوک هولمز خالی نبند
- یک چشم به هم زدن (انتشارات مروارید)
- گیج (انتشارات نگاه)
- بد (انتشارات نگاه)
- زشت (انتشارات نگاه)
- چقدر خوبیم ما (انتشارات مروارید)
- شب‌نشینی در جهنم (انتشارات روزنه)
- کتاب پس کوچه (انتشارات فرهنگ معاصر)
- دو قطعه عکس۶*۴ (انتشارات روزنه)
- قورمه سبزی (انتشارات روزنه)
- از اون بالا کفتر میایه (انتشارات روزنه)
- قصه‌های هزار و یک نصف شب
- سه گانهٔ طنز سبز (انتشارات روزنه)
- قصه‌های هزار و یک نصف شب۲
- الا یا ایها الهرچی (انتشارات روزنه)
- چند نامه برای ریمیدیوس (انتشارات روزنه)
- سه گانهٔ هردمبیل (نشر چشمه)
- دری وری (نشر چشمه)
- پرت و پلا (نشر چشمه)
- چرت و پرت (نشر چشمه)
- عموجان استالین (نشر چشمه)[۸]
- یک ماه با شیطان (انتشارات مروارید)
- مردان و زنان مردم آزار (انتشارات روزنه)
- شرلوک هولمز وسط شاهنامه (جلد اول از مجموعهٔ شرلوک هولمز در تهران) نشر مون
- شرلوک هولمز و قیصر (جلد دوم از مجموعهٔ شرلوک هولمز در تهران) نشر مون
- شرلوک هولمز، جون دل (جلد سوم از مجموعهٔ شرلوک هولمز در تهران) نشر مون
- شرلوک هولمز، در ترانه‌های ممنوعه (جلد چهارم از مجموعه شرلوک هولمز در ایران) نشر مون
- شب بخیر آقای توفیق (نشر چشمه)

### کتاب صوتی
- به لهجهٔ سپیدار (متن و خوانش)
- داش آکل (فقط خوانش)
- سال هزار و سیصد و خستگی (متن و خوانش)
- دری وری (خوانش: محمد عمرانی)
- دری وری (خوانش: مونا فرجاد)
- پرت و پلا (خوانش: رؤیا میرعلمی)
- چرت و پرت (خوانش: مونا فرجاد)

## فعالیت در مطبوعات
- گزارش فیلم
- اعتماد
- چلچراغ
- کلمه سبز
- یاس نو
- روزگار
- مردم و جامعه
- سرمایه
- فرهنگ آشتی
- نگاره
- نگاه ورزشی
- بهار
- نقد سینما
- مهر
- اخبار
- ابرار
- آفتاب امروز
- دختران

## برنامه‌های تلویزیونی
- تا هشت و نیم (اولین کار در تلویزیون/نویسنده/همکاری با محمد صالح‌علا)
- حرف (طراح و گفت‌وگو کننده)
- گفت‌وگوی تنهایی (هفت فصل، طراح و گفت و گو کننده)
- چکامه (طراح و گفت‌وگو کننده)
- رخ تو رخ (طراح و گفت‌وگو کننده)
- به وقت مهتاب (طراح و سردبیر)
- رضا (طراح و کارگردان)
- چلچهره (طراح و کارگردان)
- همیشه بهار (ویژه تحویل سال، طراح و سردبیر)
- واکسن (طراح و کارگردان)
- رفیق (طراح و کارگردان)
- برنامهٔ سلفی (پلتفرم آیو)/ (طراح و گفت‌وگو کننده)
- برنامه ۲شات (پلتفرم فیلیمو)/ (گفت‌وگو کننده و کارگردان)
- برنامه روشنایی های شهر(طراح و گفت و گو کننده)

## فیلمنامه‌های تلویزیونی
- نیمکت
- مسافرخانهٔ سعادت
- شبرنگ (طراح و نویسنده)
- به اینجا مربوطه (طراح و سرپرست نویسندگان)
- عصر پاییزی (سرپرست نویسندگان)
- آسانسور (طراح و نویسنده)

## فیلمنامهٔ سینمایی
- طعم شیرین خیال

## برنامه‌های رادیویی
- همکاری با رادیو فرهنگ
- رادیو جوان (چهارراه جوانی)

## جوایز و تقدیرها
- جایزهٔ قلم بلورین بهترین طنزنویس مطبوعات کشور سال ۸۳
- جایزهٔ دوم مقاله سال ۸۳
- جایزهٔ بهترین صفحات تئاتر کشور سال‌های ۷۸ تا۸۰
- جایزهٔ سوم ورزشی‌نویسی از انجمن تخصصی ورزشی‌نویسان کشور سال ۸۴
- سرو زرین و جایزهٔ خلاقیت و گفت‌وگو از جشنوارهٔ تلویزیون کشور سال ۹۲
- جایزهٔ برنامهٔ تلویزیونی برگزیدهٔ ماه رمضان سال ۹۳
- برنامهٔ تلویزیونی سوم منتخب مخاطبان و منتقدان مجلهٔ تخصصی تلویزیون سروش
- تقدیر شده برای کارگردانی و ساخت برنامهٔ رفیق
- رفیق؛ تقدیر شده به عنوان بهترین برنامه در ماه محرم سال ۹۹
- خوانش کتاب صوتی داش آکل؛ یکی از آثار برگزیدهٔ تولیدات فیدیبو به انتخاب مخاطبانش در سال ۱۴۰۰